# التعديل (رواية)
التعديل  (بالإنجليزية: The Alteration)‏ هي رواية للكاتب الإنجلزي كينجسلي أميس، نشرت عام 1976، عن دار نشر جوناثان كيب.